# بهشية زغباء
البَهْشِيِّة الزغباء (باللاتينية: Ilex puberula) نوع نباتي يتبع جنس البهشية من الفصيلة البهشية.
موطنها جامايكا.